# Stapar (Valjevo)
Stapar (Valjevo) (em cirílico: Стапар) é uma vila da Sérvia localizada no município de Valjevo, pertencente ao distrito de Kolubara. A sua população era de 179 habitantes segundo o censo de 2011.

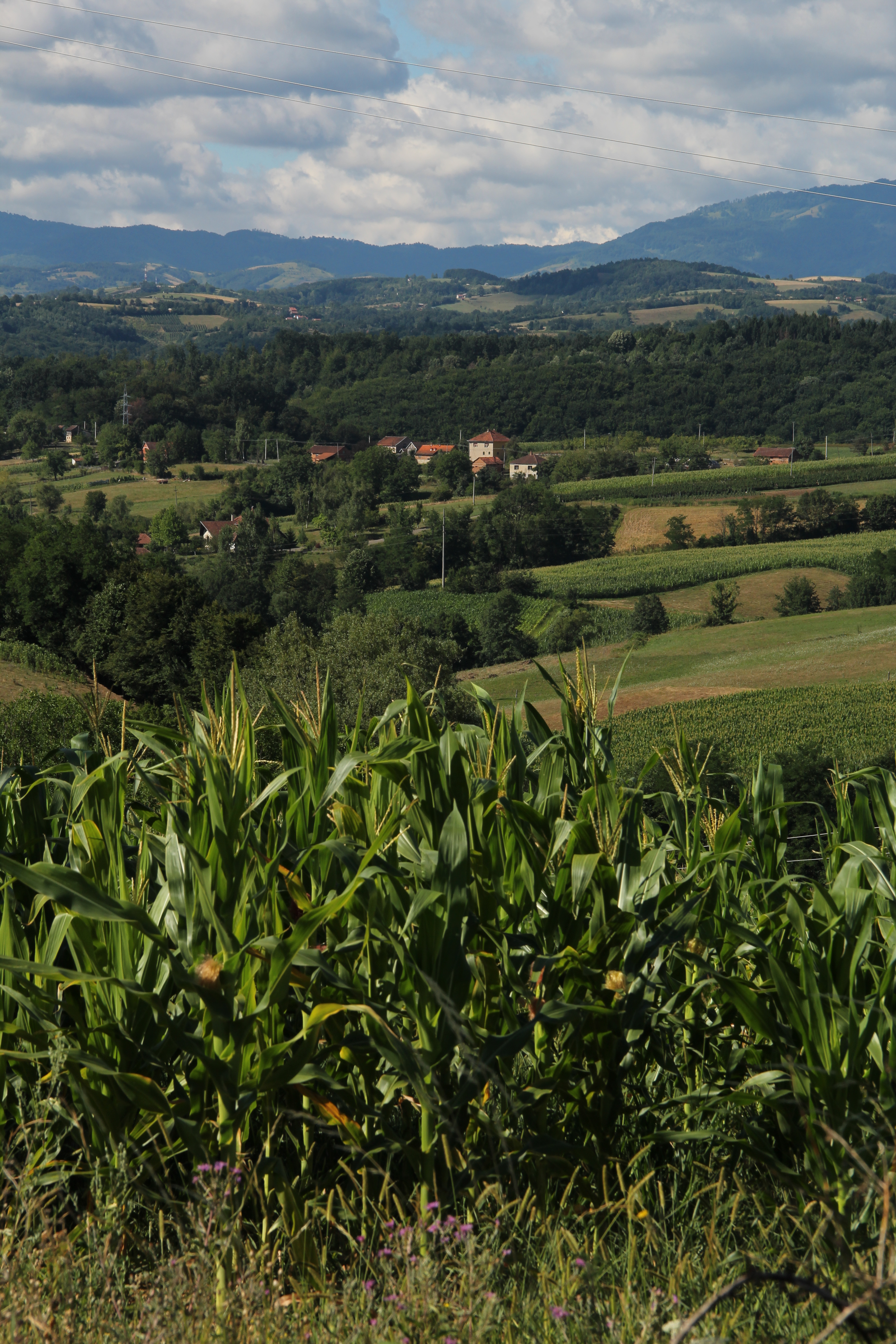
village Stapar - Panorama
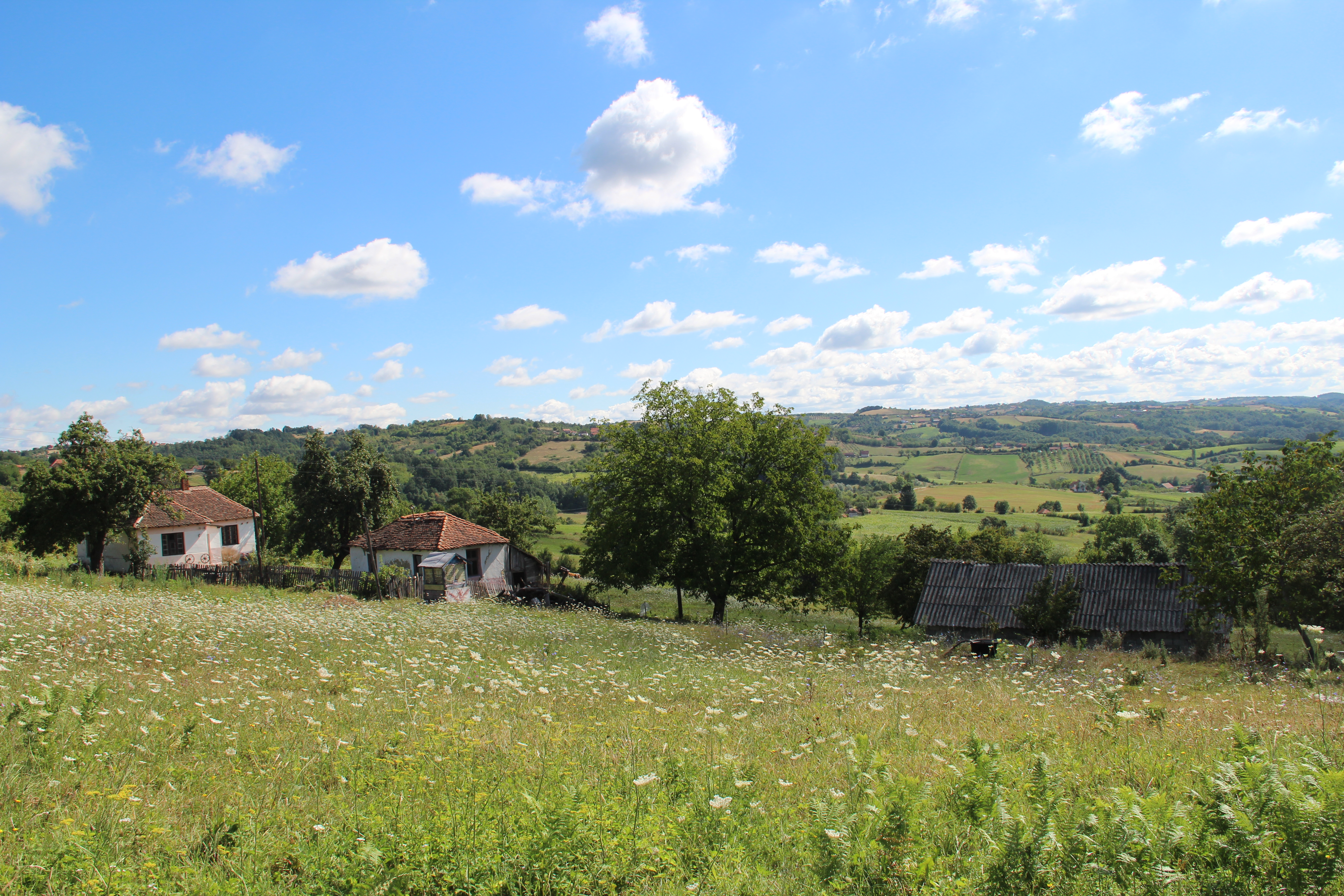
village Stapar - Panorama
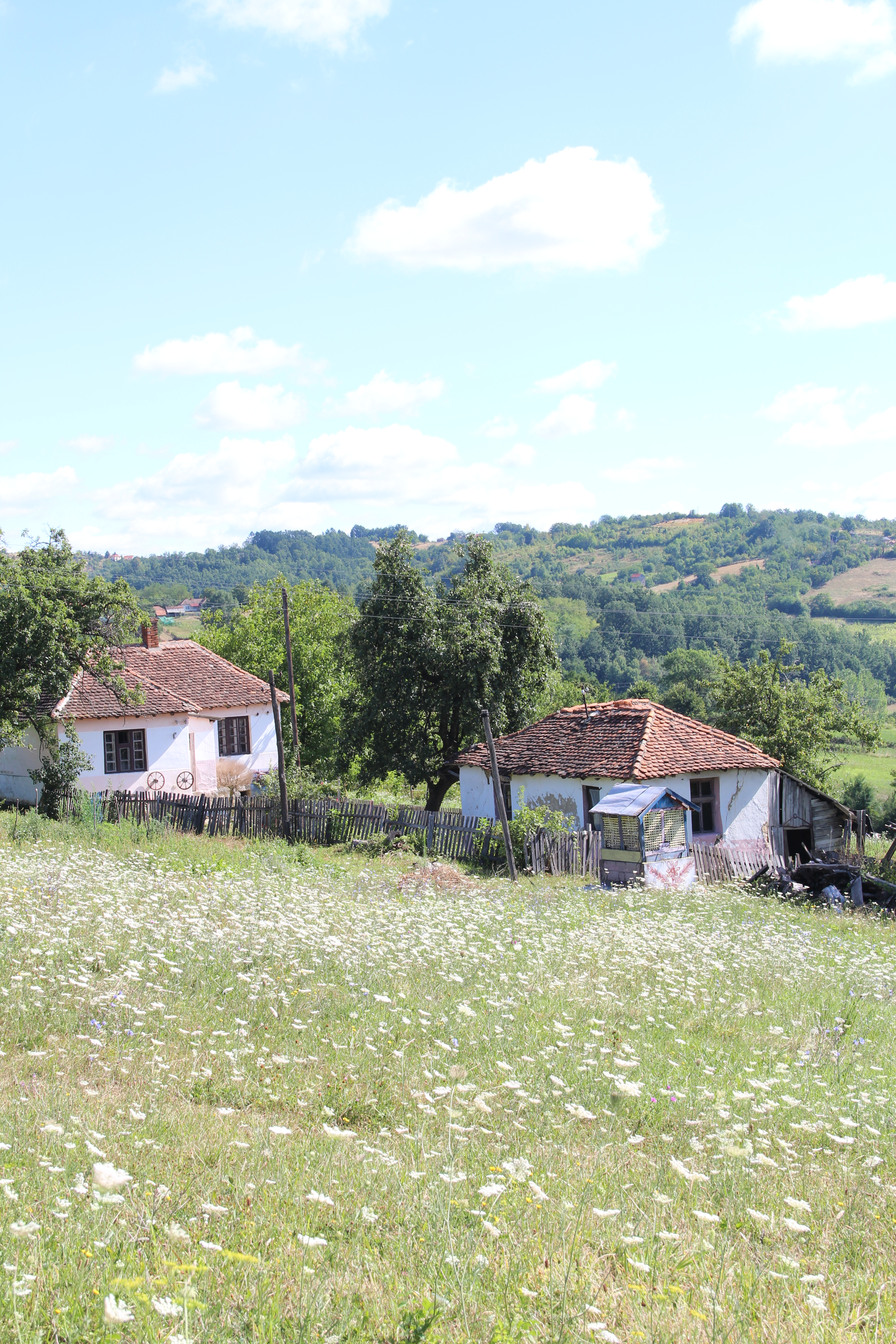
village Stapar - Panorama
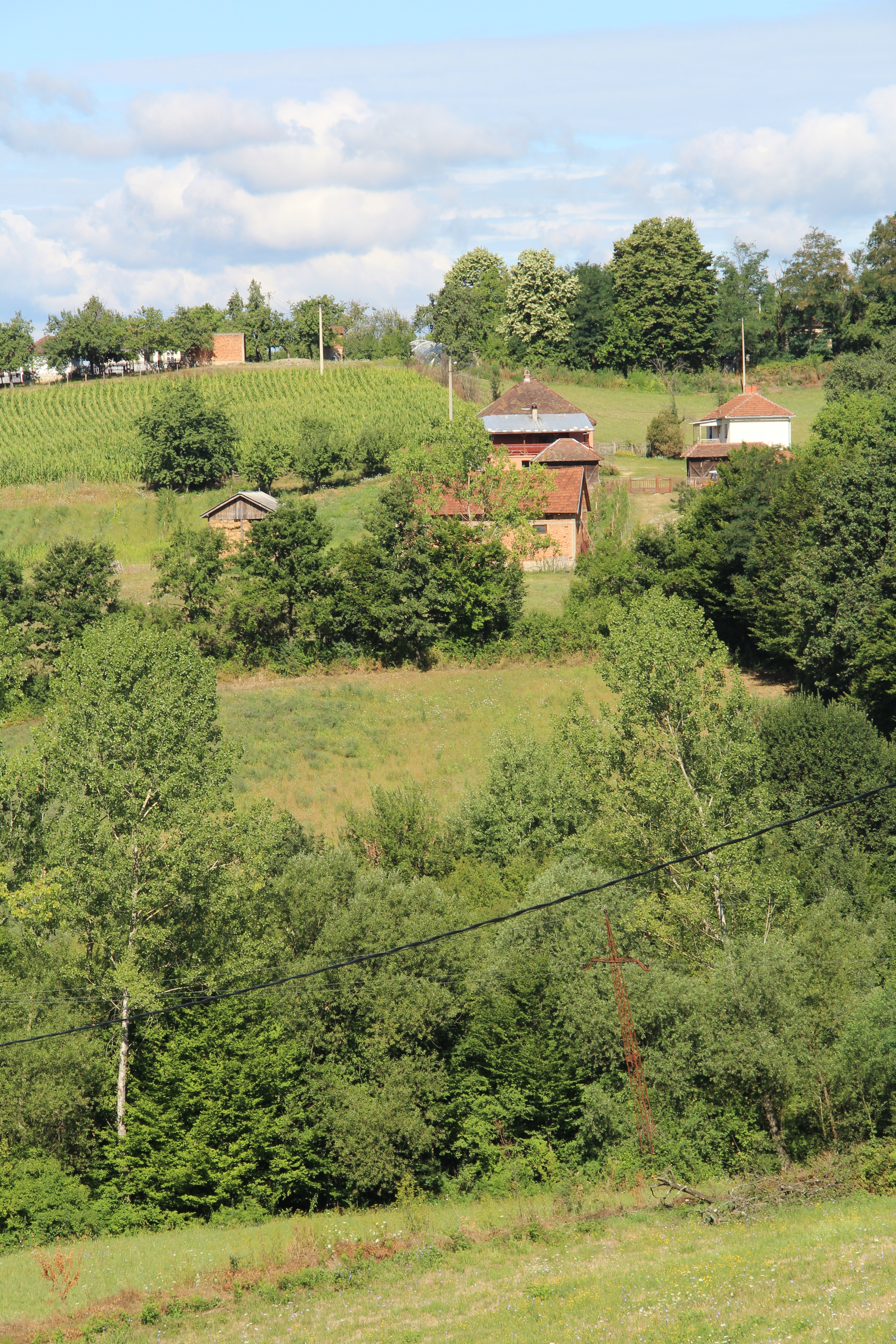
village Stapar - Panorama
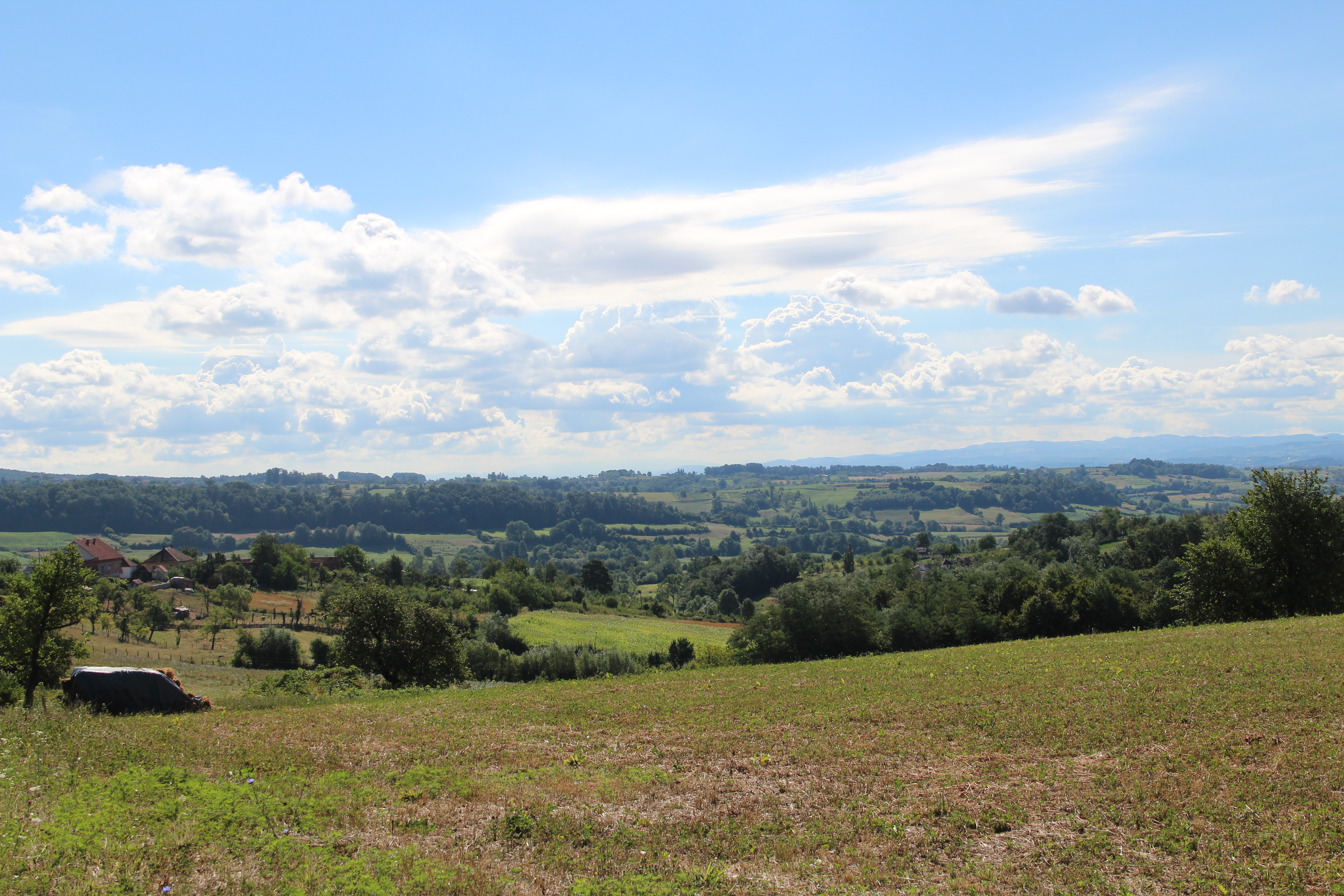
village Stapar - Panorama
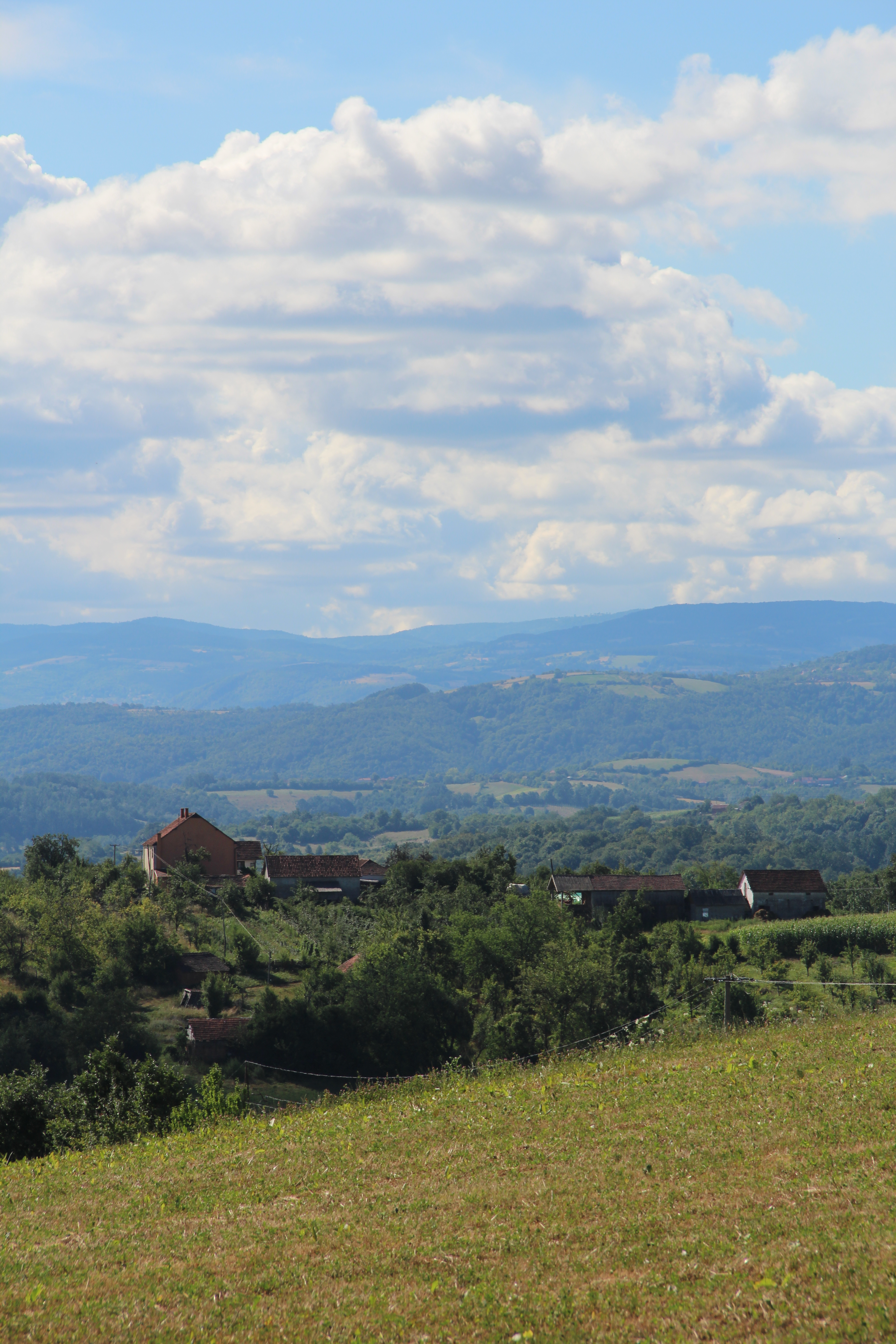
village Stapar - Panorama
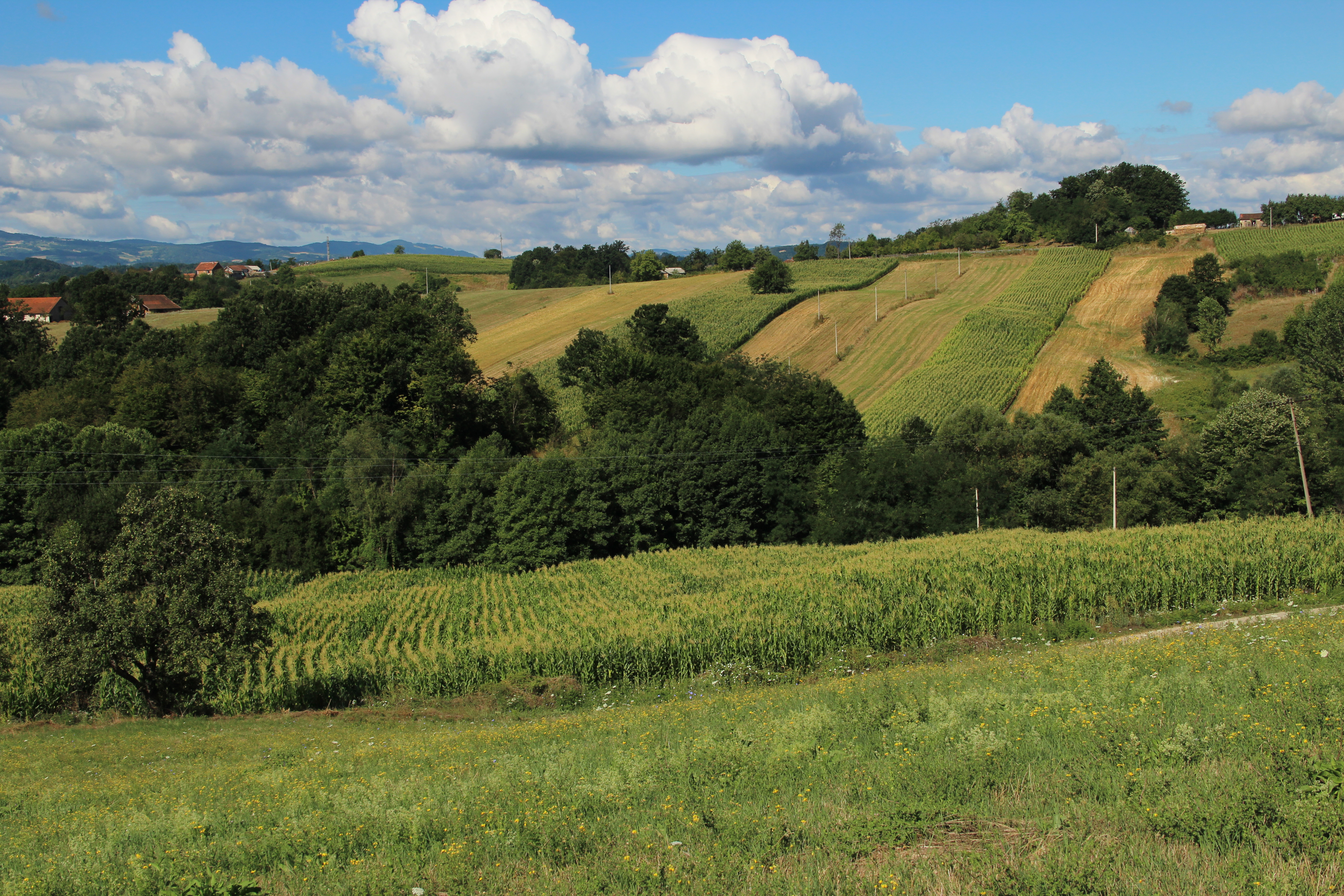
village Stapar - Panorama

## Demografia
| 1948 | 1953 | 1961 | 1971 | 1981 | 1991 | 2002 | 2011 |
| ---- | ---- | ---- | ---- | ---- | ---- | ---- | ---- |
| 410  | 393  | 342  | 348  | 296  | 257  | 223  | 179  |